# Qasr al-Àzraq
Qasr al-Àzraq o castell d'al-Àzraq (àrab: قصر الأزرق, Qasr al-Azraq, o قلعة الأزرق, Qalʿat al-Azraq) és una fortalesa situada a uns 100 km a l'est d'Amman, als afores de la ciutat d'al-Àzraq. Forma part dels anomenats castells del desert.
El seu valor estratègic es deu a un oasi que té molt a prop i representa l'única font d'aigua en aquesta regió desèrtica. Foren els romans qui van militaritzar aquest lloc per primera vegada, i més tard s'hi va construir una mesquita. La construcció definitiva de la fortalesa va ser realitzada pels mamelucs al segle xiii amb basalt extret de les pedreres de la zona, la qual cosa fa que el castell tingui un aspecte molt més fosc que la resta d'edificis propers.
Més tard, va ser usat pels otomans durant la seva hegemonia sobre la regió. Durant la rebel·lió Àrab, T. E. Lawrence hi va centrar les seves operacions entre 1917 i 1918.

## Arquitectura

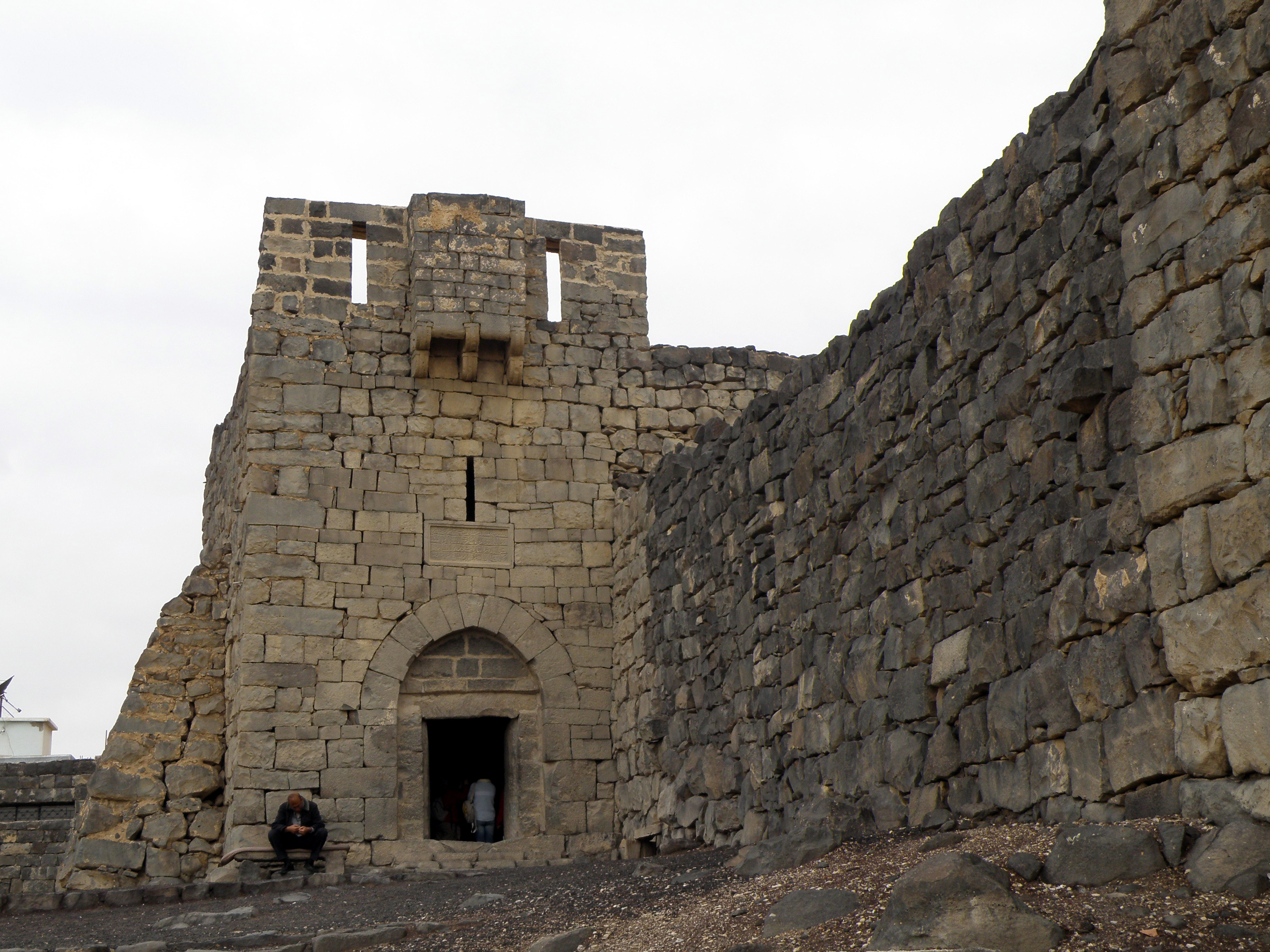
Entrada principal al castell d'al-Àzraq

El castell, de basalt, té una planta quadrada de 80 metres de costat. A l'interior hi ha un gran pati, amb una mesquita de l'època omeia al bell mig. A cada cantonada té una torre oblonga. A l'entrada principal, hi ha una llosa de granit a manera de porta que s'obre a un vestíbul, on es pot veure encara el gravat sobre el paviment d'un vell joc romà. Cadascuna de les lloses de la porta pesa una tona, però les fulles s'obren amb facilitat gràcies a les frontisses untades amb oli de palma. La raó és que no hi ha fusta a la rodalia, llevat de la de les palmeres.

## Història
La importància d'aquest lloc es troba a l'oasi d'al-Àzraq, l'única font d'aigua permanent en uns 12.000 quilòmetres quadrats de desert.
Es creu que els primers habitants d'aquest lloc van ser els nabateus, fins que l'any 300 va caure en poder dels romans, sota el govern de Dioclecià. Aquests hi van construir una estructura de pedra basàltica que serviria de base per a futures construccions. Probablement, els romans d'Orient i els omeies van ocupar aquest lloc, però finalment van ser els mamelucs qui van aixecar pels volts del 1237 la fortalesa tal com la coneixem.
Al segle xvi, els turcs otomans es van establir al castell, i durant l'hivern de 1917, T. E. Lawrence hi va establir el seu quarter general per organitzar la lluita contra l'Imperi Otomà. El seu despatx encara es pot veure sobre la porta d'entrada.
Ja que és a prop de l'autopista 40, la visita a aquest castell inclou les del Qasr Kharana i el Qussayr Amra, dins el marc dels castells del desert.